# Avvakkojärvi
Avvakkojärvi är en sjö i Kiruna kommun i Lappland och ingår i Torneälvens huvudavrinningsområde. Sjön har en area på 0,643 kvadratkilometer och ligger 340 meter över havet.

## Delavrinningsområde
Avvakkojärvi ingår i det delavrinningsområde (753966-171408) som SMHI kallar för Utloppet av Avvakkojärvi. Medelhöjden är 358 meter över havet och ytan är 3,73 kvadratkilometer. Det finns inga avrinningsområden uppströms utan avrinningsområdet är högsta punkten. Vattendraget som avvattnar avrinningsområdet har biflödesordning 3, vilket innebär att vattnet flödar genom totalt 3 vattendrag innan det når havet efter 362 kilometer. Avrinningsområdet består mestadels av skog (79 procent). Avrinningsområdet har 0,64 kvadratkilometer vattenytor vilket ger det en sjöprocent på 17,2 procent.